# Exenterus canadensis
Exenterus canadensis là một loài tò vò trong họ Ichneumonidae.